# Râle des Galapagos
Laterallus spilonota
Espèce
Statut de conservation UICN

 VU B1ab(i,ii,iii,iv,v) : Vulnérable
Le Râle des Galapagos (Laterallus spilonota, anciennement Laterallus spilonotus) est une espèce d'oiseaux de la famille des Rallidae. Elle était et est parfois encore considérée comme une sous-espèce du Râle noir (L. jamaicensis).

## Répartition
Cette espèce est endémique des îles Galápagos.